# Північна протока (Ірландське море)

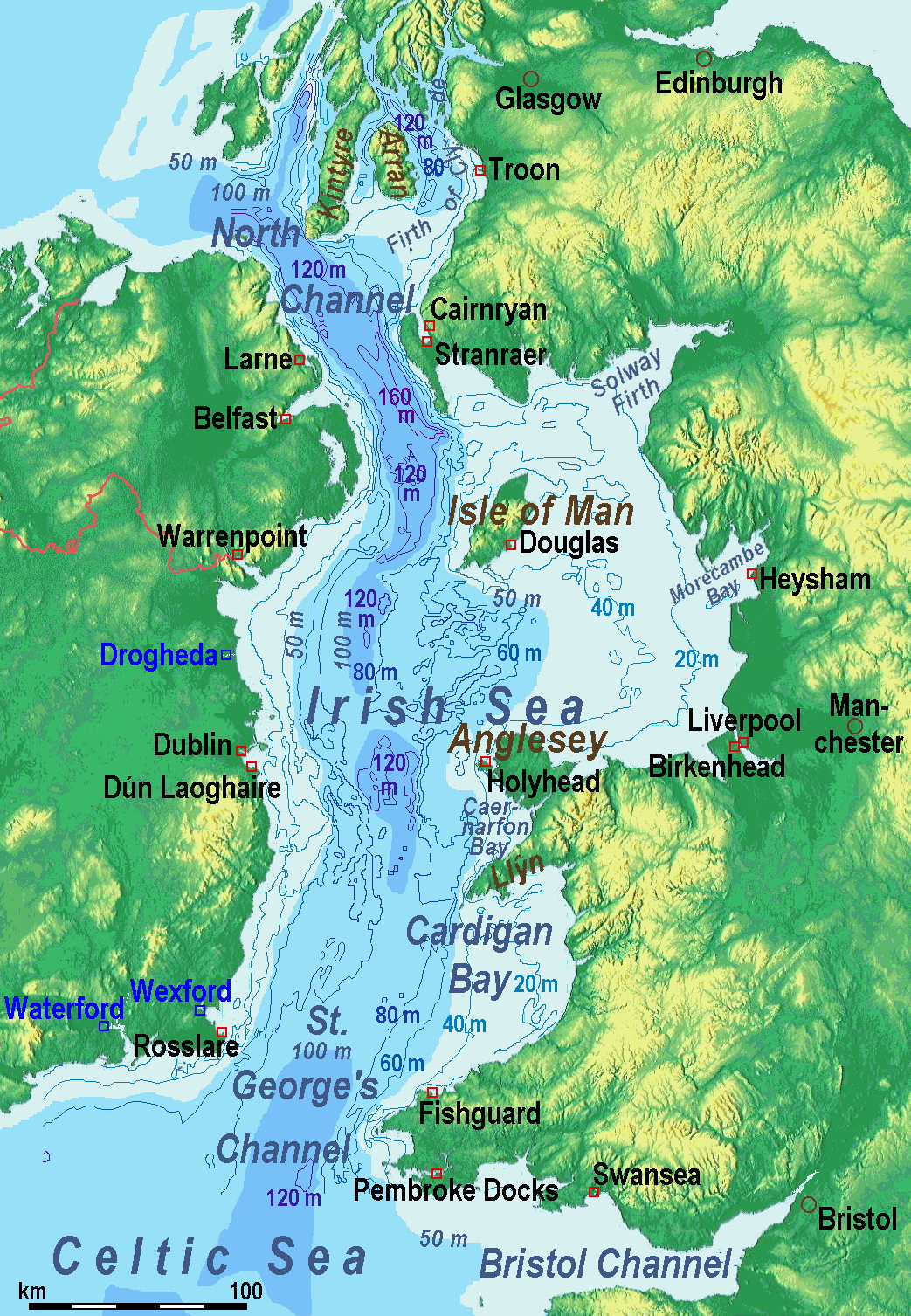
Батометрична карта Ірландського моря і проток

Півні́чна прото́ка або море Мойл (англ. North Channel або Sea of Moyle; ірл. Sruth na Maoile; шотл. Sheuch) — протока між островами Ірландія та Велика Британія. Сполучає Ірландське море з Атлантичним океаном.
- Довжина — 170 км.
- Ширина — 23—40 км.
- Глибина — 272 м (жолоб Бофорта).

У протоці спостерігаються сильні припливні течії, швидкість яких досягає 12 км /год.
У центральній частині протоки в берега Шотландії вдається велика затока Ферт-оф-Клайд і протоки Саунд-оф-Джура, Кілбраннан-Саунд із численними бухтами. Серед інших заток — Белфаст, бухта Лох-Раян. У протоці розташовані острови Арран, Гіха, Ейлса-Крег тощо.
Великий порт — Белфаст. Через протоку здійснюється велика кількість поромних перевезень. У січні 1953 року в протоці потонуло судно MV Princess Victoria, що призвело до загибелі 133 осіб.
Над протокою розташовані порти: Белфаст та Глазго (Велика Британія).

55°03′27″ пн. ш. 5°37′19″ зх. д. / 55.05750° пн. ш. 5.62194° зх. д.